# Muraközy Károly
Muraközy Károly (Debrecen, 1859. szeptember 6. – Szikrapuszta (ma: Lakitelek), 1915. július 20.) magyar gyógyszervegyész, műegyetemi magántanár. Unokaöccse Örvényi Béla (1874–1944) gyógyszerész volt.

## Életpályája
Szülei: Muraközy Károly (1823–1887) és Beőr Johanna voltak. Középiskolai tanulmányait Iglón és Debrecenben járta ki. Tanulmányait a bécsi egyetemen végezte el; 1882-ben gyógyszerész diplomát szerzett. 1882–1883 között katonai szolgálatot teljesített. 1883-ban Than Károly (1834–1908), 1884–1894 között a Műegyetemen Ilosvay Lajos (1851–1936) tanársegédje volt. 1885-ben bölcsészdoktori oklevelet szerzett. 1888-ban a posta-távíró tisztképző tanfolyamon a kémia tanára lett. 1892-ben a Műegyetemen analitikai kémiából magántanári képesítést nyert. 1894-ben talajkémikussá nevezték ki a Földművelésügyi Minisztériumba, majd agrokémiai tanulmányútra küldték Németországba, Franciaországba és Svájcba. 1895–1915 között a Kereskedelmi Akadémia kémiatanára volt. 1896-ban a magyar királyi szabadalmi hivatal kültagja lett.

## Művei
- A légenyéleg és ammoniak elegyének eldurranásánál keletkező terményekről (Budapest, 1884)
- Általános és alkalmazott chemia (Budapest, 1891)
- Kémia. Tankönyv felsőbb tanintézeteken való használásra, kiváló tekintettel a posta-távirdatanfolyam czéljaira (Budapest, 1897)
- A talajról (I – III. Budapest, 1902)
- Érintkezési biológiai eljárás a szerves anyagokkal fertőzött szennyes vizek megtisztítására (Budapest, 1905)
- Áruk ismertetése (Csongor Györgynével, Budapest, 1911)